# Ulfert Janssen

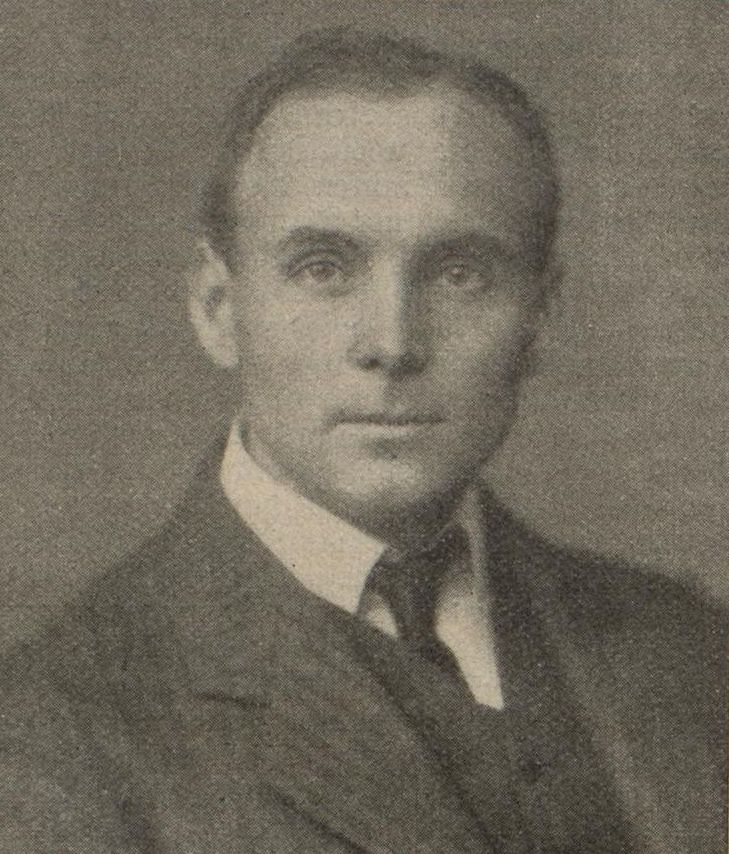
Ulfert Janssen

Ulfert Janssen (* 11. Dezember 1878 in Bilawe bei Glogau; † 19. Februar 1956 in München) war ein deutscher Bildhauer. 

## Leben
Janssen studierte von 1899 bis 1902 an der Technischen Hochschule Braunschweig sowie an der Münchner Kunstakademie. 1911 wurde er Professor für Modellieren und Aktzeichnen an der Architekturabteilung der Technischen Hochschule Stuttgart. Janssen galt während des Zweiten Weltkriegs als „Künstler im Kriegseinsatz“ und nahm in der Zeit des Dritten Reichs an zahlreichen Ausstellungen teil, u. a. von 1937 bis 1944 mit insgesamt 28 Werken an allen Großen Deutschen Kunstausstellungen in München.

## Werke
Zu Janssens Werken gehören der Jahrhundertbrunnen in Essen von 1907 und der Ceresbrunnen in der Markthalle Stuttgart von 1916 sowie die zwölf Medaillons mit den Porträts von Bismarck, Kant, Leibnitz, Leonardo da Vinci, Luther und Platon sowie Homer, Dante, Shakespeare, Goethe, Schiller und Uhland am Bonatzbau der Universität Tübingen. Die Pfeilerfiguren Prometheus und Herakles sowie die Karyatidenreliefs der hinteren Empore, die römische Wölfin und die Göttin Minerva über den Eingangstüren der Aula der Ludwig-Maximilians-Universität in München stammen ebenfalls von ihm, außerdem ein Teil der Bildhauerarbeiten am Johannes-Kepler-Gymnasium in Bad Cannstatt. Ferner schuf er eine bronzene Büste des Bildhauers Hermann Bleeker. 1935 wurde das Carl-Peters-Denkmal von Janssen in Hannover aufgestellt. An zwei herausragenden Gebäuden im thüringischen Apolda, dem 1910 errichteten Stadthaus und der Sparkasse aus dem Jahr 1926, schuf Janssen den reichen Fassadenschmuck.

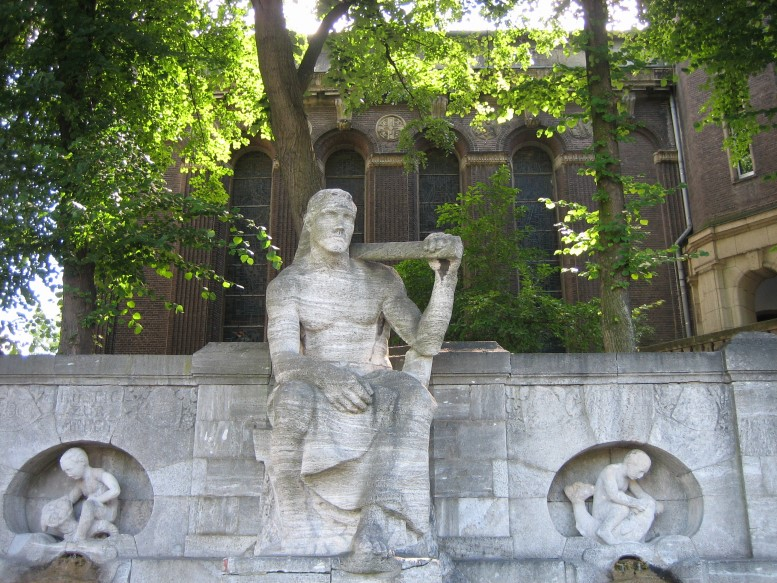
Jahrhundertbrunnen in Essen
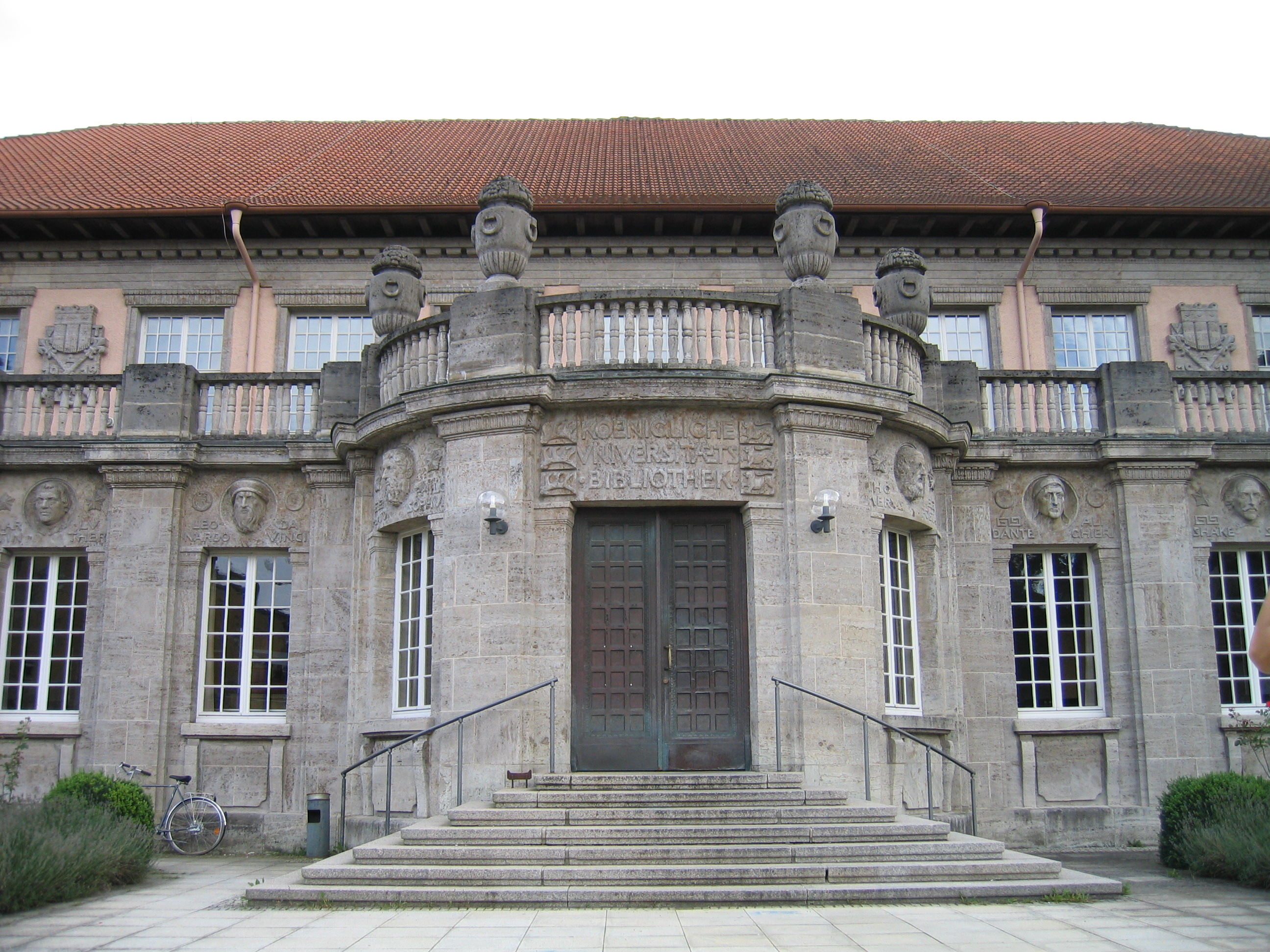
Bonatzbau der Universität Tübingen
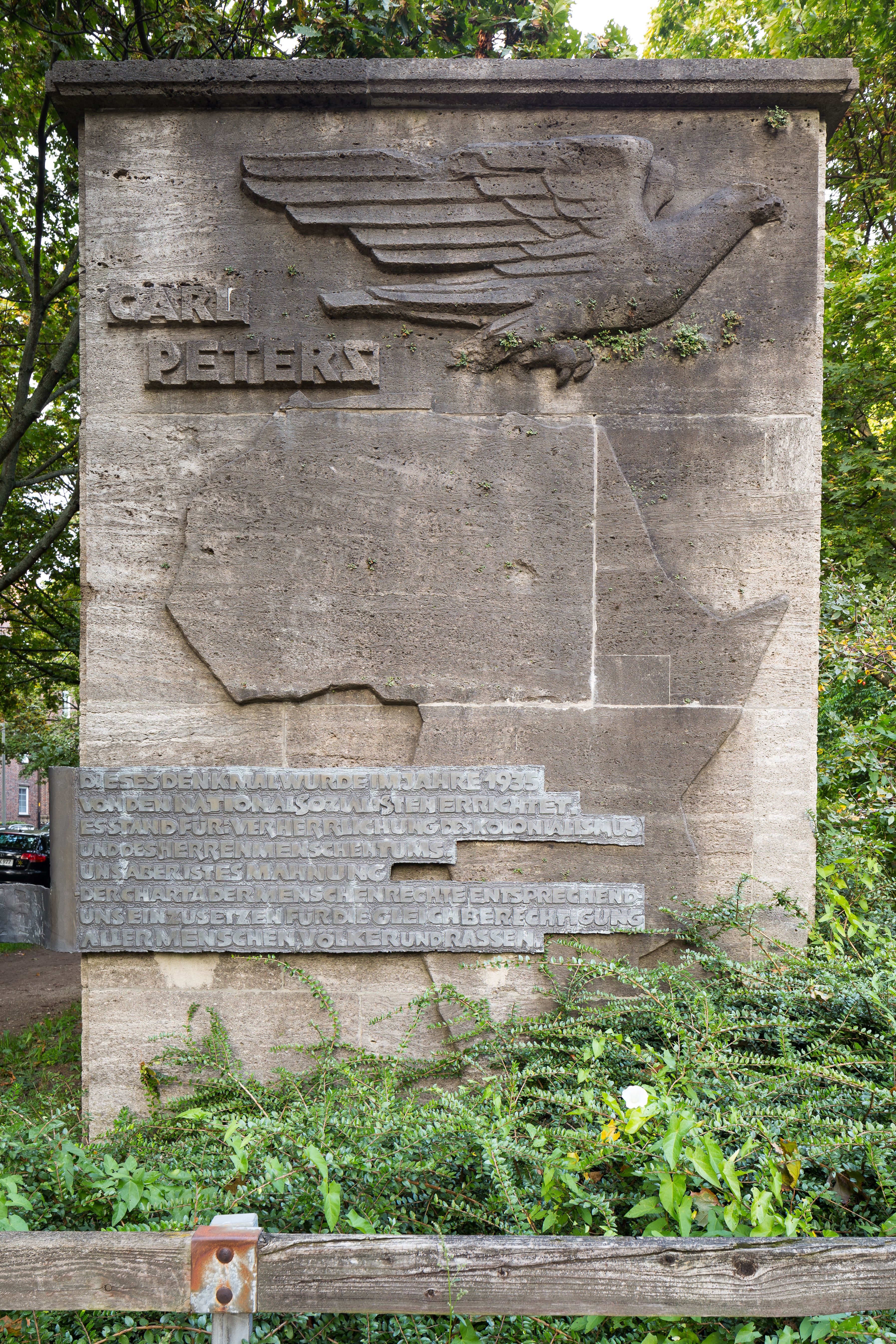
Das 1935 von Janssen geschaffene Karl-Peters-Denkmal in Hannover, heute mit einer Mahntafel gegen Kolonialismus